# Franz Kessler (Politiker)
Franz Kessler (* 28. November 1860; † 16. Januar 1923 in Horb) war ein deutscher Politiker und Mitglied des Württembergischen Landtags.

## Leben
Kessler war Pächter des Ritterguts Egelstal und später Pächter des Ritterguts Dürrenhardt. Von 1900 bis 1912 war er Abgeordneter des Wahlkreises Horb im Württembergischen Landtag. Kessler gehörte dem Zentrum an. Nach 1906 war er Schultheiß und Landwirt in Hirrlingen. 1912 stellte seine Partei ihn nicht wieder auf, er kandidierte jedoch gegen den offiziellen Bewerber Adrian Schweizer, gegen den er aber verlor. 